# Campeonato do Mundo B de Hóquei em Patins de 2004
O Campeonato do Mundo B de Hóquei Patins de 2006 foi a 11ª edição do Campeonato do Mundo B de Hóquei em Patins, que se realiza a cada dois anos. É uma competição organizada pela FIRS (Federação Internacional de Desportos sobre patins) que apura os 3 primeiros classificados para o Campeonato do Mundo de Hóquei em Patins de 2005.
A competição decorreu em Montevideo, Uruguai entre os dias 17 de Setembro e 23 de Setembro.
O campeão foi a Catalunha, que tinha obtido um FIRS de adesão provisória poucos meses antes do torneio. No entanto, FIRS não endossou a aceitação final da Catalunha para as edições posteriores.

## Inscritos
Estão representados os cinco continentes na 11ª edição do Campeonato do Mundo B de Hóquei em Patins.
| Continente | Pais       | Continente | Pais          | Continente | Pais            |
| ---------- | ---------- | ---------- | ------------- | ---------- | --------------- |
| Europa     | Catalunha  | Asia       | Macau         | Oceania    | Austrália       |
| Europa     | Inglaterra | Asia       | Japão         | Oceania    | Nova Zelândia   |
| Europa     | Andorra    | Asia       | China         | Asia       | Coreia do Norte |
| Europa     | Áustria    | Asia       | Taipé Chinesa |            |                 |

## Formato
A competição incluiu 11 países, divididos em dois grupos, mas a  Coreia do Norte retirou-se alguns dias antes da abertura.

### Fase de Grupos

#### Grupo A
| Team          | Pld | W | D | L | GF | GA | GD  | Pts |
| ------------- | --- | - | - | - | -- | -- | --- | --- |
| Macau         | 4   | 4 | 0 | 0 | 54 | 11 | +43 | 12  |
| Andorra       | 4   | 3 | 0 | 1 | 56 | 9  | +47 | 9   |
| Nova Zelândia | 4   | 2 | 0 | 2 | 32 | 28 | +4  | 6   |
| Taiwan        | 4   | 1 | 0 | 3 | 18 | 48 | −30 | 3   |
| China         | 4   | 0 | 0 | 4 | 10 | 74 | −64 | 0   |

|               | Andorra | Nova Zelândia | República da China | China |
| ------------- | ------- | ------------- | ------------------ | ----- |
| Macau         | 4-3     | 11-1          | 14-3               | 25-4  |
| Andorra       |         | 8-3           | 19-0               | 26-2  |
| Nova Zelândia |         |               | 13-7               | 15-2  |
| Taiwan        |         |               |                    | 8-2   |

| Team            | Pld | W | D | L | GF | GA | GD  | Pts |
| --------------- | --- | - | - | - | -- | -- | --- | --- |
| Catalunha       | 5   | 5 | 0 | 0 | 52 | 0  | +52 | 15  |
| Inglaterra      | 5   | 4 | 0 | 1 | 35 | 16 | +19 | 12  |
| Austrália       | 5   | 2 | 1 | 2 | 23 | 25 | −2  | 7   |
| Áustria         | 5   | 2 | 1 | 2 | 16 | 19 | −3  | 7   |
| Japão           | 5   | 1 | 0 | 4 | 14 | 30 | −16 | 3   |
| Coreia do Norte | 5   | 0 | 0 | 4 | 0  | 50 | −50 | 0   |

|            | Inglaterra | Austrália | Áustria | Japão | Coreia do Norte |
| ---------- | ---------- | --------- | ------- | ----- | --------------- |
| Catalunha  | 11-0       | 11-0      | 12-0    | 8-0   | 10-0            |
| Inglaterra |            | 7-4       | 4-1     | 14-0  | 10-0            |
| Austrália  |            |           | 3-3     | 6-4   | 10-0            |
| Áustria    |            |           |         | 2-0   | 10-0            |
| Japão      |            |           |         |       | 10-0            |

* A Coreia do Norte perdeu todas as suas partidas 0-10 após a retirada competição.

## Apuramento Campeão
|  | Quartas de final   | Quartas de final   |                    |       | Semifinais     | Semifinais     |  |  | Final              | Final |
|  |                    |                    |                    |       |                |                |  |  |                    |       |
|  | 21 Outubro – Macau |                    |                    |       |                |                |  |  |                    |       |
|  |                    |                    |                    |       |                |                |  |  |                    |       |
|  | Nova Zelandia      | 4                  |                    |       |                |                |  |  |                    |       |
|  | Nova Zelandia      | 4                  | 22 Outubro – Macau |       |                |                |  |  |                    |       |
|  | Inglaterra         | 18                 |                    |       |                |                |  |  |                    |       |
|  | Inglaterra         | 18                 | Inglaterra         | 9     |                |                |  |  |                    |       |
|  | 21 Outubro – Macau |                    | Inglaterra         | 9     |                |                |  |  |                    |       |
|  |                    | Macau              | 4                  |       |                |                |  |  |                    |       |
|  | Macau              | Macau              | 4                  | 6     |                |                |  |  |                    |       |
|  | Macau              |                    | 23 Outubro – Macau | 6     |                |                |  |  |                    |       |
|  | Austria            | 3                  |                    |       |                |                |  |  |                    |       |
|  | Austria            | 3                  | Inglaterra         | 0     |                |                |  |  |                    |       |
|  | 21 Outubro – Macau |                    | Inglaterra         | 0     |                |                |  |  |                    |       |
|  |                    | Catalunha          | 6                  |       |                |                |  |  |                    |       |
|  | Andorra            | Catalunha          | 6                  | 4     |                |                |  |  |                    |       |
|  | Andorra            | 22 Outubro – Macau |                    | 4     |                |                |  |  |                    |       |
|  | Australia          | 2                  |                    |       |                |                |  |  |                    |       |
|  | Australia          | 2                  | Andorra            | 0     | Terceiro lugar | Terceiro lugar |  |  |                    |       |
|  | 21 Outubro – Macau |                    | Andorra            | 0     | Terceiro lugar | Terceiro lugar |  |  |                    |       |
|  |                    | Catalunha          | 8                  |       |                |                |  |  |                    |       |
|  | Taipé Chinês       | Catalunha          | 8                  | 1     | Andorra        | 2              |  |  |                    |       |
|  | Taipé Chinês       |                    |                    | 1     | Andorra        | 2              |  |  |                    |       |
|  | Catalunha          | 12                 |                    | Macau | 0              |                |  |  |                    |       |
|  | Catalunha          | 12                 |                    |       | 0              |                |  |  |                    |       |
|  |                    |                    |                    |       |                |                |  |  | 23 Outubro – Macau |       |
|  |                    |                    |                    |       |                |                |  |  |                    |       |

| CAMPEÃO DO MUNDO DE HÓQUEI EM PATINS B 2004 |
| ------------------------------------------- |
| CATALUNHA PRIMEIRO TITULO                   |

### 5º/8º
|  | Semifinais         | Semifinais         |   |                    | 5º/6º              | 5º/6º |  |
|  |                    |                    |   |                    |                    |       |  |
|  | 22 Outubro – Macau |                    |   |                    |                    |       |  |
|  | Nova Zelandia      | 6                  |   |                    |                    |       |  |
|  | Austria            | 7                  |   |                    |                    |       |  |
|  |                    |                    |   |                    |                    |       |  |
|  |                    |                    |   |                    | 23 Outubro – Macau |       |  |
|  |                    |                    |   |                    | Australia          | 5     |  |
|  |                    | Austria            | 4 |                    |                    |       |  |
|  |                    |                    |   |                    |                    |       |  |
|  |                    |                    |   |                    |                    |       |  |
|  |                    |                    |   |                    | 7º/8º              |       |  |
|  | 22 Outubro – Macau | 22 Outubro – Macau |   | 23 Outubro – Macau | 23 Outubro – Macau |       |  |
|  | Australia          | 8                  |   | Nova Zelandia      | 2                  |       |  |
|  | Taipé Chinês       | 2                  |   |                    | Taipé Chinês       | 0     |  |

### 9º/10º
| 22 Outubro | Japão | 16 - 0 | China |  |
|            |       |        |       |  |

## Classificação Final
| Lugar | Selecção        |
| ----- | --------------- |
| 1     | Catalunha       |
| 2     | Inglaterra      |
| 3     | Andorra         |
| 4     | Macau           |
| 5     | Austrália       |
| 6     | Áustria         |
| 7     | Nova Zelândia   |
| 8     | Taipé Chinesa   |
| 9     | Japão           |
| 10    | China           |
| 11    | Coreia do Norte |